# داويد بودسيادو
داويد هنريك بودسيادو (بالبولندية: Dawid Henryk Podsiadło) (من مواليد 23 مايو 1993) هو مغني وكاتب أغاني بولندي فاز بالموسم الثاني من برنامج أكس فاكتر في عام 2012 وحصل على 100000 زلوتي بولندي وعقد تسجيل مع سوني ميوزك، وكانت مدربته المغنية تاتيانا أوكوبنيك.